# Ondřej Lehotský

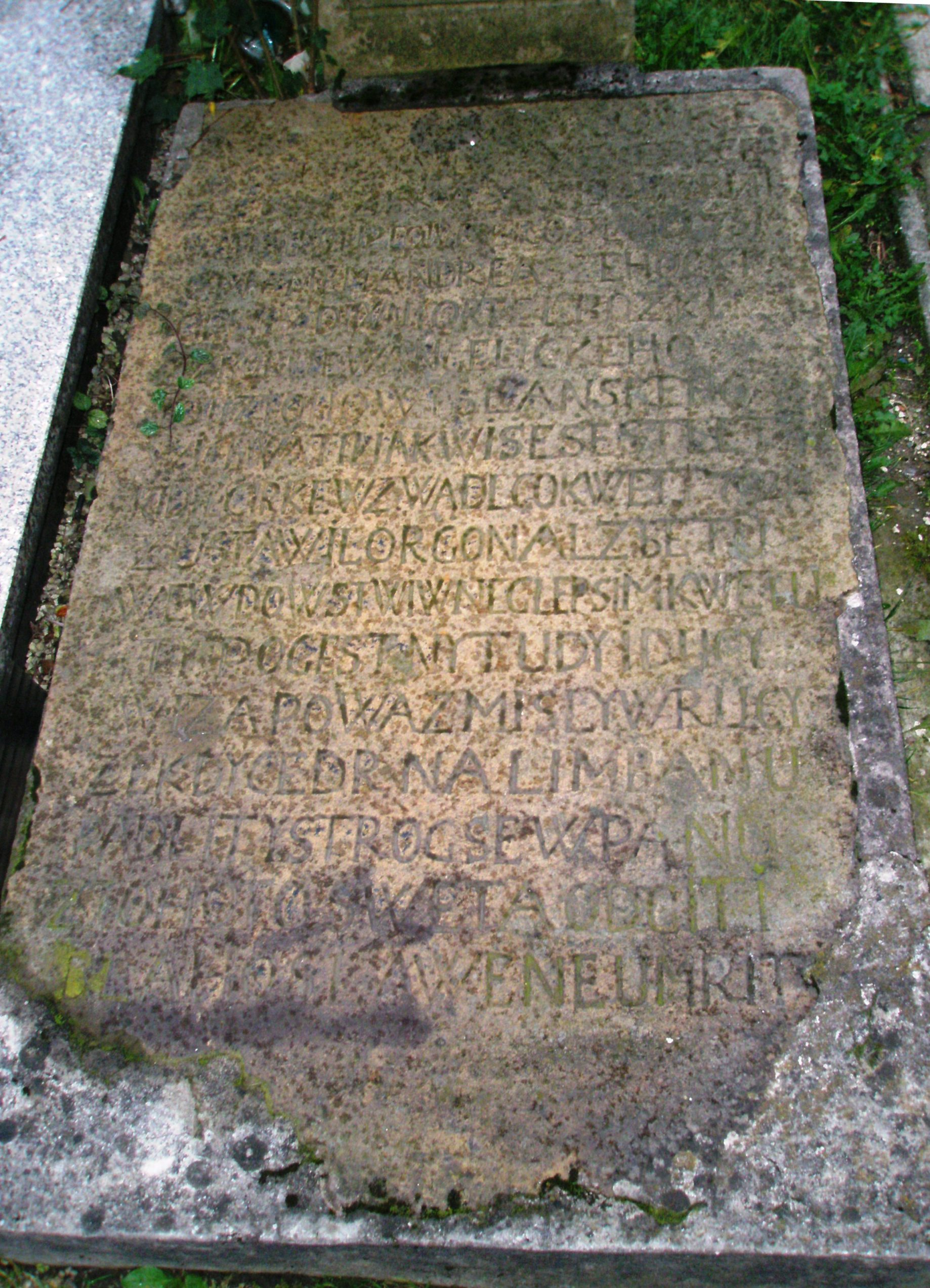
Lehotského náhrobek ve Visle

Ondřej Lehotský (též Andrzej Lehocki, Andreas Lehotczky) (1751–1794) byl evangelický kazatel slovenského původu působící na Moravě a ve Slezsku.
Narodil se v Kráľovej Lehotě. Studoval v Jeně. Po vydání tolerančního patentu působil jako pastor v Rusavě (1782–1785), Hodslavicích (1785–1788) a ve Visle (1788–1794), kde zemřel a kde se zachoval jeho náhrobek s českým epitafem.
Dne 5. listopadu 1782 si v Hošťálkové vzal Marii Alžbětu, dceru tamějšího pastora Ondřeje Orgoně, přičemž je oddával vsetínský pastor Jan Hrdlička. V té době už Ondřej Lehotský působil jako kazatel na Rusavě.
Přeložil do češtiny Fockovu agendu.[ujasnit]